# Sajátlakás-árindex
A sajátlakás-árindexek (RPPI) a nemzeti statisztikai hivatalok által megadott fogyasztási adatokból az Eurostat által számított árindexek. Céljuk – a 21. század első az egész világra kiterjedő gazdasági válságot végső soron kiváltó – amerikai másodlagos lakáspiaci csőd tapasztalatainak hatásaként a lakáspiaci változások statisztikai monitorozása. Az Európai Bizottság 2013. február 1-i 93/2013/EU rendeletével hozta létre a következő harmonizált fogyasztói árindexet kiegészítő kötelező jellegű speciális árindexeket:
- a sajátlakás-árindexet — ez az új lakások vételárában, valamint a háztartások által tulajdonosi minőségben vásárolt áruk és igénybe vett szolgáltatások áraiban bekövetkezett változásokat méri, és
- a lakásárindexet — ami a lakosság által vásárolt ingatlanok árában bekövetkezett változásokat méri.

Ezekre az inflációs mérőszámot kiegészítő árindexekre az Európai Unió működéséről szóló szerződés 140. cikkében megfogalmazott feladatai ellátásához van szüksége az Európai Bizottságnak, és az Európai Központi Banknak. Az Európai Bizottság HICP-ekről szóló 93/2013/EU rendelete teljes egészében kötelező és közvetlenül alkalmazandó valamennyi tagállamban.

## Tartalma
- Újépítésű lakás vásárlása
- Sajátépítésű lakás és nagyobb felújítások
- Nem újépítésű lakás vásárlása
- Nagyobb felújítások és karbantartás
- A lakásra kötött biztosítások
- A lakás tulajdonlásához kapcsolódó egyéb szolgáltatások

## Módszertan
Minden családnak a lakás a legalapvetőbb és legtartósabb vagyontárgya. A megszerzésének időpontját követően éveken át használják. Akár vételről akár építésről van szó a szerzése általában hitellel támogatott és hosszú előtakarékosságot igényel. Az a tény jelenti a fogyasztói árindex szempontjából az első kardinális problémát, hogy a fizetés, tulajdonlás, és használat ideje nem esik egybe. Konkrétan annak a kérdésnek a megválaszolása, hogy a fogyasztói árindexbe a fenti időpontok közül mikor számítson be?
A lakáshasználat tartós szolgáltatásokat jár, ezek nagy részét a tulajdonos vagy bérlő a lakás megszerzését követően saját erőforrásokból végzi. A tulajdonos vagy bérlő saját használatra végzett munkája nem rendelkezik piaci árral, ezeknek a saját fogyasztásra végzett szolgáltatásoknak beszámítása egy másik alapvető probléma. Kérdések. milyen bázis alapján vegyék figyelembe ezeket a szolgáltatásokat? Milyen becslési módszer alkalmazandó az értékük becslésénél?
A sajátlakás tulajdonosokat érintő inflációs hatások számításának különböző közgazdasági megközelítései léteznek. Ezek mindegyike gazdaságelméletileg megalapozott. Azt, hogy egy adott célra melyiket alkalmazzák, az határozza meg, hogy a számolt indexet milyen célra kívánják felhasználni. A fő alternatívák: az akvizíciós megközelítés, a használat szerinti megközelítés és a ráfordítások szerinti megközelítés. Az Eurostat a harmonizált fogyasztói árindex számításánál az akvizíciós megközelítést ajánlja.

### Akvizíciós módszer
A háztartások fogyasztási célból szerzett javakkal és szervizekkel kapcsolatosan az „összes pénzügyi tranzakcióban” teljesített kiadásainak időbeni változását méri.
Amikor a teljes bekerülési árat, függetlenül a használatbavétel időpontjától, a megszerzés időpontjában rögzítjük valós piaci árakon, figyelmen kívül hagyva az fizetés módját, akvizíciós megközelítésnek nevezzük. Figyelmen kívül hagyva azt is, hogy a beruházási költség az épület hasznos élettartamának teljes idejére eloszlik.
Ezzel a megközelítéssel készülő árindexnek a következő információkat kell tartalmaznia:
- A lakás, lakóház vételével, építésével kapcsolatos kiadásokat,
- A vásárlással vagy tervezéssel kapcsolatos helyi és nem helyi illetékek és adók összegét,
- A lakáshoz, lakóházhoz kapcsolódó nagyobb javítási és karbantartási költségeket, biztosításokat.

Előnye a módszernek, hogy minden költséget azonosan kezel. Nincs szükség speciális eljárásokra.
Hátránya: ha a kiválasztott bázisév a tartós fogyasztási termékek konjunktúra- vagy válságéve, akkor a bázisév ráfordításainak súlya túlságosan magas vagy túlságosan alacsony lesz. Ez egyébként minden tartós fogyasztási cikkel (pl. gépkocsival) így van.

#### Előnyei
- Az átlagfogyasztó számára érthető árakat mér.
- A forgalmi árak valódi változásait mutatja, hasonlóan a pénzügyi inflációt mérő harmonizált fogyasztói árindexhez.
- Egyszerű. A nem tartós fogyasztási cikkek és szolgáltatások fogyasztói árindexével azonos módon számítható.

#### Hátrányai
- Egy lakóingatlan megvásárlására hagyományosan mint befektetésre tekintünk és nem mint fogyasztásra.
- A szükséges statisztikai infrastruktúra felállítása nagyon költséges.
- Az összehasonlítható lakóingatlanok árait a telkek árától megtisztítva kell rendszeres időszakokként összegyűjteni.

### A használati (fogyasztási) megközelítés
A háztartások által az összes „aktuálisan felhasznált” jószág és szolgáltatás „teljes értékét” és azok időbeni változását méri.
A használati vagy fogyasztási szemlélet mikroökonómiai elmélethez a létfenntartási költségek elméleti rendszeréhez kapcsolódik. A használati szemlélet alapelve, hogy a saját tulajdon használatából ered a lakóépületek értéke. A költségeket tekintve egy ingatlanhasznosító szolgáltatásaival szemben ez a legjobb alternatíva. A számításának két alap változata van a felhasználói költség szerinti, vagy a bérlet egyenérték szerinti.
Ebben a megközelítésben a tartós fogyasztási cikk megszerzésének a költségeit két részre osztják, egyik a tartós fogyasztási cikk használatához kapcsolódó szolgáltatások költsége, a másik a meghatározott megtérülési rátával rendelkező befektetés. Az erre a módszere alapozott rendszer a következő változókról kell, hogy információkat gyűjtsön:
- Javítás és karbantartás
- Biztosítások
- A vásárlással vagy tervezéssel kapcsolatos helyi és nem helyi illetékek összege
- A lakáshitel kamatai
- A lakóingatlan amortizációja
- Tőkehaszon
- Alternatív befektetések alkalmi költségei

Bérleti egyenérték változatban a bérelt lakások lakásbérleti díját tekintik a használati költségek mérőszámának. Ebben a megközelítésben az állóeszközök, ingatlanok behelyettesített ára egy időperiódusban egyenlő egy ekvivalens állóeszköz, ingatlan bérleti, vagy leasing díjával. A bérleti egyenérték az egyetlen módszer, ahol nincs szükség a nagyjavítások és más karbantartások költségének beszámítására, mert ezek a költségek a tulajdonosokat terhelik, és így beépülnek a bérleti díjba.
A használati módszer alapján számított index súlya általában magasabb, mint az akvizíciós módszerrel számítotté, mert a lakás financiális költségeit az utóbbiból kizárják, de a használati módszer esetén az implicit módon megjelenik.

#### Hátrányai
Általában és különösen a harmonizált fogyasztói árindex szempontjait figyelembe véve, a használati módszernek jelentős hátrányai vannak:
- Az értékcsökkenés és más alkalmi költségek meghatározása elméleti számításokon és szubjektív döntéseken alapul, gyakran nem feltétlenül tükrözi a háztartások gyakorlati tapasztalatait.
- Szubjektív döntéseket tartalmaz, ezért védtelen a kritikákkal szemben.
- Beillesztett költségekkel számol nem valódi, transzparens árakkal.
- A harmonizált fogyasztói árindexekkel szemben tükrözi a kamatlábak változásait, ezért pénzpolitikai célokra alkalmatlan.

### Ráfordítások szerinti megközelítés
A háztartások által az összes javak és szolgáltatások megszerzésére kifizetett „teljes összeg” időbeni változását méri.
Ebben a megközelítésben a háztartásoknak az összes a saját lakással kapcsolatos javakra és szolgáltatásokra kifizetett pénzbéli költségeinek a változását mérjük. Kiadásnak veszünk minden, a fenti javak illetve szolgáltatások megszerzésével kapcsolatos kifizetést függetlenül attól, hogy azokat aktuálisan mikor használják fel.
Itt nincs szükség behelyettesített vagy elméletileg megalapozott árakra. A ráfordítások szerinti számításokhoz a következő tételeket használják:
- A lakásvásárlással kapcsolatos készpénzkiadások
- A vásárlással vagy építéssel kapcsolatos helyi és nem helyi illetékek összege
- Biztosítások
- Javítási és karbantartási költségek
- Lakáshitel törlesztőrészletei és kamatai

A lakáshitel kamatai nem alkalmazhatók a harmonizált fogyasztói árindex esetén, ezek meghatározása a pénzpolitika részét képezik, a törlesztőrészletek pedig nem részei a fogyasztási javaknak, így eleve kívül esnek a fogyasztói árindexek hatókörén.

## A sajátlakás-árindex kiszámítása
Az árindex számításakor van pár lényeges feltételezés: Először az elemi indexek szintjén feltételezzük a javak homogenitását, hogy periódusról periódusra összehasonlíthatók. Másodszor feltételezzük hogy a felhasznált adatok forrása lényegtelen abban az értelemben, hogy azok összeíráson alapulnak, vagy valamilyen felmérés eredményei. Harmadszor feltételezzük, hogy minden a harmonizált árindex számítására tett kikötés a sajátlakás-árindexre is érvényes.
Az indexszámítás első lépése a megfelelő rétegzés (stratum) végrehajtása. Definíció szerint egy-egy rétegbe egymással lehetőleg azonos ingatlanok kerülnek be. Ezt az elvet általában nehéz tökéletesen megvalósítani, ehhez sok paramétert kell figyelembe venni: az ingatlanok helyét, korát, típusát, stb. A rétegek kialakítása nagymértékben függ a nemzeti ingatlanpiacok méretétől és természetétől.
A rétegek kialakítása után következik az elemi indexek kiszámítása. Homogén csoportok esetén az elemi index az átlagárak hányadosa. Számtani átlag estén a Dutot-indexet kapjuk, mértani átlagot esetén a Jevons-indexet. Ez az eljárás akkor használható, ha a lakások minden rétege homogén csoportot reprezentál.
Minden r rétegre, {\displaystyle r=1,\cdots ,R}, feltételezzük {\displaystyle i=1,\cdots ,n} lakás létezését, amiket {\displaystyle t=0,\cdots ,T} időszakokon át megfigyelünk. A {\displaystyle t=0} jelzi a bázis periódust, és {\displaystyle t=s} a számításba bevont aktuális periódus.
Számtani átlag esetén a Dutot-index minden egyes rétegre a következő:
{\displaystyle I_{r,s}^{D}={\frac {{\frac {1}{n_{s}}}\cdot \sum _{i=1}^{n_{s}}(p_{is})}{{\frac {1}{n_{0}}}\cdot \sum _{i=1}^{n_{0}}(p_{i0})}}}
Mértani átlag esetén a Jevons-index minden egyes rétegre a következő
{\displaystyle I_{r,s}^{J}={\frac {\prod _{i=1}^{n_{s}}\left({p_{is}}\right)^{1/n_{s}}}{\prod _{i=1}^{n_{0}}\left({p_{i0}}\right)^{1/n_{0}}}}}
A következő lépésben meg kell állapítani egyes rétegek súlyát a teljes lakásállományon belül. Minden egyes r réteg súlyát az adott réteg teljes lakásállományra {\displaystyle N_{0}} (összes réteg együtt) eső összkiadásából a 0 bázis időszakban vett részesedésének megfelelően határozzuk meg:
{\displaystyle W_{r}={\frac {\sum _{i=1}^{n_{0}}p_{i0}}{\sum _{i=1}^{N_{0}}p_{i0}}}}
Az adott s periódusra S réteggel az elemi indexek aggregálásával jutunk el a teljes állományra érvényes sajátlakás-árindexhez. Az árindex a következő képlet alapján határozható meg:
{\displaystyle I_{s}=\sum _{r=1}^{R}I_{r,s}*W_{r}}